# خطيب غوراب (مقاطعة فومن)
خطيب غوراب (بالفارسية: خطیب گوراب) هي قرية تقع في غيلان في إيران. يقدر عدد سكانها بـ 115 نسمة بحسب إحصاء 2016.